# 武者金吉
武者 金吉（むしゃ きんきち、1891年（明治24年）2月22日 - 1962年（昭和37年）11月7日）は日本の地震学者、地理学者、英語教師。本業である英語教師としての業務のかたわら、独学で地震学を学んだ。ほとんど独力で膨大な量の歴史地震に関する史料を収集し、『増訂大日本地震史料』としてまとめた。

## 経歴
1891年（明治24年）2月22日（戸籍上は3月1日）、東京市本所区向島須崎町（現在の墨田区）に生まれる。浅田家の第4子であったが、間もなく武者家の養子となる。
府立三中を経て、1910年（明治43年）9月、早稲田大学文学部英文学科に入学。1911年7月と1912年7月の2回、首席となり早稲田大学特待生となって授業料を免除される。しかし、家にはそのことを告げず、親から受け取った授業料は本の購入に回したという。
1913年（大正2年）7月5日、早稲田大学卒業。
1916年（大正5年）、早稲田中学校に就職し英語と地理通論を教える。このころ（1916 - 17年頃）、地震にともなう発光現象は虚偽や幻覚ではなく実在するのではないかと考えはじめ、ひそかに研究を始める。
1923年（大正12年）の関東大震災をきっかけとして独学で地震学の研究を始める。
1928年（昭和3年）、東京帝国大学地震研究所の地震史取調べ方嘱託（無給）となる。ただし、地震研究所には、正式に嘱託となったという記録は残っていないという。寺田寅彦、今村明恒の指導を受け地震史料収集に従事する。
1930年（昭和5年）11月26日に起こった北伊豆地震に際し発光現象が報告されたため、寺田寅彦、藤原咲平らの支援を受けて現地調査を行う。地震研究所の末広恭二所長は、当初は「あれは送電線のスパークだ、あんなものを調べても仕様があるまい」として調査に反対したが、武者に説得され調査を許可した。ただし、自身の「東京帝国大学地震研究所嘱託」という肩書が、千里眼事件などのような事態を引き起こすことを恐れた武者が、個人の資格での調査を申し出ると、ただちに嘱託の資格で行うことを許可したという。一連の調査は『地震に伴ふ発光現象の研究』（岩波書店、1932年）としてまとめられた。
1933年（昭和8年）3月3日に起こった昭和三陸地震に際し発光現象が報告されたため、地震研究所の石本巳四雄所長の依頼で現地調査を行う。
1934年（昭和9年）、早稲田中学校を退職し安田学園に就職。
1938年（昭和14年）、文部省震災予防評議会より地震史料蒐集方を嘱託される（月手当25円）。
1940年（昭和15年）、早稲田大学文学部講師となり史学科で地理学を講義。
1941年（昭和16年）3月31日、文部省震災予防評議会解散。10月15日、新設された財団法人震災予防協会で引き続き地震史料蒐集方嘱託。
1943年（昭和18年）10月31日、早稲田大学講師解職。中央気象台に就職。
1944年（昭和19年）、文部省学術研究会議天文地球物理学輯報編集委員（無給）。1945年（昭和20年）、解職。
1948年（昭和23年）3月31日、東大地震研究所嘱託解嘱。安田学園を退職。
1949年（昭和24年）、中央気象台を退職。7月1日よりアメリカ地質調査所に勤務。同年、第1回毎日学術奨励金（60万円）を授けられる。
1960年（昭和35年）6月、アメリカ地質調査所退職。
1962年（昭和37年）11月7日、死去。

## 業績
最大の業績は『増訂大日本地震史料』（通称『武者史料』）である。これは、田山実（東京帝国大学史料編纂掛、作家田山花袋の実兄）の編纂した『大日本地震史料』（1904年）と、大森房吉の編纂した『日本噴火志』（1918年）の誤謬を訂正し、両書に収められていない史料を大幅に増補したもので、台湾・朝鮮における地震記録、外国人による記録、地震・噴火と関係ありそうな諸現象の記録、口碑・伝承などまでが網羅的に収められている。また、大森房吉、今村明恒、石本巳四雄、田山実、武者金吉による註がつけられている。
体裁は『大日本史料』にならい、はじめに綱文（要約文）を記し、その後にその事項に関する史料を引用する、という形式をとっている。また、内容的にも『大日本史料』の成果を取り込んでいる。
1928年（昭和3年）に、寺田寅彦の建言に基づき、当時の東京帝国大学地震研究所長であった末広恭二が武者に編纂を命じた。『増訂大日本地震史料』は1941年（昭和16年）に刊行が開始されたが、経費の都合で活版印刷ができず謄写版となり、300部のみ印刷された。予定された全4巻のうち、1943年（昭和18年）までに3巻分を刊行したものの、残る第4巻は印刷業者の作業放棄と戦局悪化のために刊行できなくなった。第4巻の原稿は、戦災から逃れるために、今村明恒邸に掘った穴に亜鉛製の箱に収めて保管された。その後、第1回毎日学術奨励金（1949年）によって出版費用を確保し、1951年に『日本地震史料』（毎日新聞社）として刊行された。なお、編纂作業にあたっては研究費を一切支給されなかったという。
『増訂大日本地震史料』は1975年に鳴鳳社、2012年に明石書店より復刻されている。また、全文のPDFファイルが東京大学地震研究所図書室特別資料データベースで公開されている。
日本の歴史地震を研究する上で最も基本的な史料集であるが、収録された史料は玉石混淆で、史料価値の低いものも含まれており、また、校訂も不十分なため、誤った記事も少なからず含まれていることが指摘されている。そのため、利用にあたっては注意が必要である。

## 著書

### 『増訂大日本地震史料』
- 文部省震災予防評議会『増訂 大日本地震史料 第一巻 自懿徳天皇御宇 至元禄七年』文部省震災予防評議会、1941年4月30日。NDLJP:1070653。
  - 文部省震災予防評議会 編『増訂 大日本地震史料 第一巻 自懿徳天皇御宇 至元禄七年』鳴鳳社、1975年。全国書誌番号:73015101。
  - 文部省震災予防評議会 著、武者金吉 編『日本地震史料 第1巻（上古より元禄六年まで）』明石書店、2012年12月。ISBN 978-4-7503-3712-8。
- 文部省震災予防評議会『増訂 大日本地震史料 第二巻 自元禄七年 至天明三年』震災予防協会、1943年7月30日。NDLJP:1070654。
  - 文部省震災予防評議会 編『増訂 大日本地震史料 第二巻 自元禄七年 至天明三年』鳴鳳社、1975年。全国書誌番号:73015102。
  - 文部省震災予防評議会 著、武者金吉 編『日本地震史料 第2巻（元禄七年より天明三年まで）』明石書店、2012年12月。ISBN 978-4-7503-3713-5。
- 文部省震災予防評議会『増訂 大日本地震史料 第三巻 自天明四年 至弘化四年』震災予防協会、1943年7月30日。NDLJP:1070659。
  - 文部省震災予防評議会『増訂 大日本地震史料 第三巻 自天明四年 至弘化四年』鳴鳳社、1976年。全国書誌番号:73015103。
  - 文部省震災予防評議会 著、武者金吉 編『日本地震史料 第3巻（天明四年より弘化四年まで）』明石書店、2012年12月。ISBN 978-4-7503-3714-2。
- 武者金吉『日本地震史料』毎日新聞社、1951年4月20日。全国書誌番号:51002910。
  - 武者金吉『日本地震史料』明石書店、1995年7月。ISBN 4-7503-0718-1。
  - 文部省震災予防評議会 著、武者金吉 編『日本地震史料 第4巻（嘉永元年より慶応三年まで及び年表）』明石書店、2012年12月。ISBN 978-4-7503-3715-9。

### 著書
- 武者金吉『天文地文』大日本文華、1921年2月8日。NDLJP:961199。
- 武者金吉『日光と健康』文明協会〈文明協会ライブラリ〉、1929年7月。全国書誌番号:47027201。
- 武者金吉『地震に伴ふ発光現象の研究及び資料』岩波書店、1932年12月30日。全国書誌番号:47007520。
- 武者金吉『地球のふしぎ』斉藤博之絵、小峰書店〈小学生文庫〉、1950年4月。NCID BA47278547。
- 武者金吉『地震なまず』東洋図書、1957年。全国書誌番号:58003006。
  - 武者金吉『地震なまず』明石書店、1995年12月20日。ISBN 4-7503-0767-X。

### 共著
- Y. Aizu; K. Musha (1924), Reading from various authors, 文明書院, NCID BB08073111
- 小磯国昭; 武者金吉『航空の現状と将来』文明協会〈文明協会ライブラリ〉、1928年。全国書誌番号:47027198。

### 翻訳
- ジラルダン夫人（英語版、フランス語版）『如意杖』安藤忠義・武者金吉訳、北文館、1914年4月23日。NDLJP:951962。
- スタンリイ・ド・ブラアス（英語版）『生の神秘』武者金吉訳、大日本文明協会、1921年9月25日。NDLJP:980987。
  - スタンレー・ブラアス 著、開国文化研究会 編『生の神秘』武者金吉訳、大勝館、1935年。全国書誌番号:47031203。
- ランケスター『海陸の神秘』武者金吉訳、大日本文明協会、1922年5月15日。NDLJP:953751。
- ラプソン・スミス『百歳不老』武者金吉訳、大日本文明協会、1923年2月15日。NDLJP:962818。
- ヂヨセフ・マツケーブ（英語版）『世の終り』武者金吉訳、大日本文明協会、1923年8月。全国書誌番号:43030481。
  - マツケーブ『天文科学 世界の終り』武者金吉訳、大勝館、1935年。全国書誌番号:47032218。
- エルスワース・ハンチントン『地球と太陽』武者金吉訳、大日本文明協会、1925年1月16日。NDLJP:962837 NDLJP:10298409。
- カミーユ・フラマリオン『星空遍路』武者金吉訳、文明協会、1927年7月。全国書誌番号:47030503。
  - カミーユ・フラマリオン『天文科学星空遍路』武者金吉訳、大勝館、1935年。全国書誌番号:47031868。
- スミス『老いて益々旺なる健康法』武者金吉訳、文明協会、1929年1月。全国書誌番号:48012079。
- ハーバート・アダムス・ギボンス（英語版）『ワイダー・ホライゾンス 世界の新地図』 上、武者金吉訳、文明協会、1931年。全国書誌番号:74006920 NCID BN13237198。
- ハーバート・アダムス・ギボンス『ワイダー・ホライゾンス 世界の新地図』 下、武者金吉訳、文明協会、1931年。NCID BN13237198。